# Héloup
Héloup – miejscowość i gmina we Francji, w regionie Normandia, w departamencie Orne.
Według danych na rok 1990 gminę zamieszkiwało 841 osób, a gęstość zaludnienia wynosiła 65 osób/km² (wśród 1815 gmin Dolnej Normandii Héloup plasuje się na 271. miejscu pod względem liczby ludności, natomiast pod względem powierzchni na miejscu 327.).